# Unguriu
Unguriu è un comune della Romania di 2 436 abitanti, ubicato nel distretto di Buzău, nella regione storica della Muntenia.
Il comune è formato dall'unione di 2 villaggi: Ojasca e Unguriu.
È nato a Unguriu il poeta Ciprian Daniel Dinu a lungo residente in Italia.